# أنخيل سانتوس
أنخيل سانتوس (بالإنجليزية: Ángel Santos) هو لاعب كرة قاعدة أمريكي، ولد في 14 أغسطس 1979 في ريو بيدراس ‏ في بورتوريكو.

## وصلات خارجية
- أنخيل سانتوس على موقعبيزبول رفرنس.كوم (الدوري الرئيسي) (الإنجليزية)